# Fußball-Bundesliga/Rekorde/Preußen Münster
Der Artikel Fußball-Bundesliga/Rekorde/Preußen Münster listet die vereinsspezifischen Rekorde von Preußen Münster auf, die mit Bezug auf die Zugehörigkeit zur deutschen Fußball-Bundesliga gehalten werden.
Der Verein ist aktuell kein Bundesligist (Stand: Saison 2025/26).

Siehe auch: 

## Vorbemerkung
Es besteht eine Unterteilung zwischen Positiv- und Negativrekorden sowie vereinsinternen Bestmarken. Weitere Rekorde, die dem Verein nicht zuzuordnen sind, werden im Hauptartikel unter „Allgemein“ gelistet. Dort bestehen zudem die Rubriken „Trainerspezifische Rekorde“, „Schiedsrichterspezifische Rekorde“ sowie „Sonstige Rekorde“. Es besteht außerdem die Möglichkeit „In nächster Zeit möglicherweise fallende Bestmarken“ im unteren Bereich der Hauptseite festzuhalten, bzw. die neuen Rekorde an die passenden Stellen einzusortieren. Wenn möglich, wird zu einem Positivrekord auch der Negativrekord als Gegenstück gelistet (und andersrum). Die Liste erhebt keinen Anspruch auf Vollständigkeit.

## Preußen Münster
Aktuelle Platzierung in der Ewigen Tabelle der Fußball-Bundesliga: Platz 54 von 58 (Stand: 34. Spieltag 2024/25)

### Positivrekorde
- wenigste Gegentore: 52 (Stand: 25. Spieltag 2024/25)[1]
- wenigste Niederlagen: 14 (Stand: 25. Spieltag 2024/25)[1]

### Negativrekorde
- wenigste Spiele absolviert: 30 (Stand: 34. Spieltag 2024/25)[1]

### Vereinsintern
- Rekordspieler: 2 Spieler (je 30 Einsätze)[2]:
  - Dagmar-Ernst Drewes
  - Klaus Bockisch
- Rekordtorhüter: Herbert Eiteljörge (26 Einsätze)[2]
- Rekordtorschütze: Hermann Lulka (9 Tore)[3]
- erster Torschütze: Falk Dörr (am 1. Spieltag 1963/64, zum zwischenzeitlichen 1:0 gegen den Hamburger SV, Endstand: 1:1)[4]